# Katrin Wagner-Augustin
Katrin Wagner-Augustin (Brandeburgo, 13 de octubre de 1977) es una deportista alemana que compite en piragüismo en la modalidad de aguas tranquilas.
Participó en cuatro Juegos Olímpicos, entre las ediciones de los años 2000 y 2012, obteniendo en total seis medallas: dos oros en Sídney 2000, oro en Atenas 2004, oro y bronce en Pekín 2008 y bronce en Londres 2012. Ha ganado 28 medallas en el Campeonato Mundial de Piragüismo entre los años 1997 y 2013, y 30 medallas en el Campeonato Europeo de Piragüismo entre los años 2000 y 2012.

## Palmarés internacional
| Juegos Olímpicos   | Juegos Olímpicos             | Juegos Olímpicos  | Juegos Olímpicos |
| Año                | Lugar                        | Medalla           | Competición      |
| ------------------ | ---------------------------- | ----------------- | ---------------- |
| 2000               | Sídney (Australia)           | Medalla de oro    | K2 500 m         |
| 2000               | Sídney (Australia)           | Medalla de oro    | K4 500 m         |
| 2004               | Atenas (Grecia)              | Medalla de oro    | K4 500 m         |
| 2008               | Pekín (China)                | Medalla de oro    | K4 500 m         |
| 2008               | Pekín (China)                | Medalla de bronce | K1 500 m         |
| 2012               | Londres (Reino Unido)        | Medalla de plata  | K4 500 m         |
| Campeonato Mundial |                              |                   |                  |
| Año                | Lugar                        | Medalla           | Competición      |
| 1997               | Dartmouth (Canadá)           | Medalla de oro    | K4 200 m         |
| 1997               | Dartmouth (Canadá)           | Medalla de oro    | K4 500 m         |
| 1999               | Milán (Italia)               | Medalla de plata  | K2 1000 m        |
| 1999               | Milán (Italia)               | Medalla de plata  | K4 500 m         |
| 2001               | Poznań (Polonia)             | Medalla de plata  | K1 1000 m        |
| 2001               | Poznań (Polonia)             | Medalla de plata  | K4 500 m         |
| 2002               | Sevilla (España)             | Medalla de plata  | K1 1000 m        |
| 2002               | Sevilla (España)             | Medalla de plata  | K2 500 m         |
| 2002               | Sevilla (España)             | Medalla de plata  | K4 500 m         |
| 2002               | Sevilla (España)             | Medalla de bronce | K4 200 m         |
| 2003               | Gainesville (Estados Unidos) | Medalla de plata  | K1 1000 m        |
| 2005               | Zagreb (Croacia)             | Medalla de oro    | K1 1000 m        |
| 2005               | Zagreb (Croacia)             | Medalla de oro    | K4 200 m         |
| 2005               | Zagreb (Croacia)             | Medalla de oro    | K4 500 m         |
| 2006               | Szeged (Hungría)             | Medalla de plata  | K1 1000 m        |
| 2006               | Szeged (Hungría)             | Medalla de plata  | K2 200 m         |
| 2006               | Szeged (Hungría)             | Medalla de plata  | K4 500 m         |
| 2007               | Duisburgo (Alemania)         | Medalla de oro    | K4 200 m         |
| 2007               | Duisburgo (Alemania)         | Medalla de oro    | K4 500 m         |
| 2007               | Duisburgo (Alemania)         | Medalla de bronce | K1 500 m         |
| 2009               | Dartmouth (Canadá)           | Medalla de oro    | K4 200 m         |
| 2009               | Dartmouth (Canadá)           | Medalla de oro    | K1 4 × 200 m     |
| 2009               | Dartmouth (Canadá)           | Medalla de plata  | K1 500 m         |
| 2009               | Dartmouth (Canadá)           | Medalla de plata  | K4 500 m         |
| 2010               | Poznań (Polonia)             | Medalla de oro    | K1 4 × 200 m     |
| 2010               | Poznań (Polonia)             | Medalla de plata  | K4 500 m         |
| 2013               | Duisburgo (Alemania)         | Medalla de plata  | K1 500 m         |
| 2013               | Duisburgo (Alemania)         | Medalla de plata  | K4 500 m         |
| Campeonato Europeo |                              |                   |                  |
| Año                | Lugar                        | Medalla           | Competición      |
| 2000               | Poznań (Polonia)             | Medalla de oro    | K4 500 m         |
| 2000               | Poznań (Polonia)             | Medalla de plata  | K1 500 m         |
| 2000               | Poznań (Polonia)             | Medalla de plata  | K4 200 m         |
| 2001               | Milán (Italia)               | Medalla de plata  | K4 500 m         |
| 2001               | Milán (Italia)               | Medalla de bronce | K1 200 m         |
| 2001               | Milán (Italia)               | Medalla de bronce | K1 500 m         |
| 2001               | Milán (Italia)               | Medalla de bronce | K1 1000 m        |
| 2002               | Szeged (Hungría)             | Medalla de bronce | K1 1000 m        |
| 2005               | Poznań (Polonia)             | Medalla de oro    | K1 1000 m        |
| 2005               | Poznań (Polonia)             | Medalla de oro    | K4 200 m         |
| 2005               | Poznań (Polonia)             | Medalla de oro    | K4 500 m         |
| 2006               | Račice (República Checa)     | Medalla de plata  | K1 1000 m        |
| 2006               | Račice (República Checa)     | Medalla de plata  | K2 200 m         |
| 2006               | Račice (República Checa)     | Medalla de plata  | K2 500 m         |
| 2007               | Pontevedra (España)          | Medalla de oro    | K1 500 m         |
| 2007               | Pontevedra (España)          | Medalla de oro    | K4 200 m         |
| 2007               | Pontevedra (España)          | Medalla de oro    | K4 500 m         |
| 2008               | Milán (Italia)               | Medalla de oro    | K4 500 m         |
| 2008               | Milán (Italia)               | Medalla de plata  | K1 500 m         |
| 2009               | Brandeburgo (Alemania)       | Medalla de oro    | K4 500 m         |
| 2009               | Brandeburgo (Alemania)       | Medalla de oro    | K1 4 × 200 m     |
| 2009               | Brandeburgo (Alemania)       | Medalla de plata  | K1 500 m         |
| 2009               | Brandeburgo (Alemania)       | Medalla de plata  | K4 200 m         |
| 2010               | Corvera (España)             | Medalla de oro    | K4 500 m         |
| 2010               | Corvera (España)             | Medalla de plata  | K1 500 m         |
| 2012               | Zagreb (Croacia)             | Medalla de oro    | K1 500 m         |
| 2012               | Zagreb (Croacia)             | Medalla de oro    | K4 500 m         |
| 2012               | Zagreb (Croacia)             | Medalla de bronce | K1 5000 m        |
| 2013               | Montemor-o-Velho (Portugal)  | Medalla de plata  | K4 500 m         |
| 2013               | Montemor-o-Velho (Portugal)  | Medalla de bronce | K1 500 m         |